# October (latin)
Pour les articles homonymes, voir Octobre (homonymie) et October.
October, -bris (octobre) était, comme son nom le rappel, le huitième mois du calendrier romain. Il devient graduellement, selon les pays, le 10e mois de l’année lorsque, en 532, l’Église de Rome décida que l’année commence le 1er janvier, voir Denys le Petit.

## Calendrier
| Octobre | October                       | October (forme longue)                               |
| ------- | ----------------------------- | ---------------------------------------------------- |
| 1       | Kalendae (Calendes)           | Kalendis Octobribus                                  |
| 2       | VI a.d. Nones                 | ante diem VI (sextum) Nonas Octobres                 |
| 3       | V a.d. Nones                  | ante diem V (quintum) Nonas Octobres                 |
| 4       | IV a.d. Nones                 | ante diem IV (quartum) Nonas Octobres                |
| 5       | III a.d. Nones                | ante diem III (tertium) Nonas Octobres               |
| 6       | Pridie Nones                  | pridie Nonas Octobres                                |
| 7       | Nonae (Nones)                 | Nonis Octobribus                                     |
| 8       | VIII a.d. Ides                | ante diem VIII (octavum) Idus Octobres               |
| 9       | VII a.d. Ides                 | ante diem VII (septimum) Idus Octobres               |
| 10      | VI a.d. Ides                  | ante diem VI (sextum) Idus Octobres                  |
| 11      | V a.d. Ides                   | ante diem V (quintum) Idus Octobres                  |
| 12      | IV a.d. Ides                  | ante diem IV (quartum) Idus Octobres                 |
| 13      | III a.d. Ides                 | ante diem III (tertium) Idus Octobres                |
| 14      | Pridie Ides                   | pridie Idus Octobres                                 |
| 15      | Idus (Ides)                   | Idibus Octobribus                                    |
| 16      | XVII a.d. Novembribus Kalends | ante diem XVII (septimum decimum) Kalendas Novembres |
| 17      | XVI a.d. Novembribus Kalends  | ante diem XVI (sextum decimum) Kalendas Novembres    |
| 18      | XV a.d. Novembribus Kalends   | ante diem XV (quintum decimum) Kalendas Novembres    |
| 19      | XIV a.d. Novembribus Kalends  | ante diem XIV (quartum decimum) Kalendas Novembres   |
| 20      | XIII a.d. Novembribus Kalends | ante diem XIII (tertium decimum) Kalendas Novembres  |
| 21      | XII a.d. Novembribus Kalends  | ante diem XII (duodecimum) Kalendas Novembres        |
| 22      | XI a.d. Novembribus Kalends   | ante diem XI (undecimum) Kalendas Novembres          |
| 23      | X a.d. Novembribus Kalends    | ante diem X (decimum) Kalendas Novembres             |
| 24      | IX a.d. Novembribus Kalends   | ante diem IX (nonum) Kalendas Novembres              |
| 25      | VIII a.d. Novembribus Kalends | ante diem VIII (octavum) Kalendas Novembres          |
| 26      | VII a.d. Novembribus Kalends  | ante diem VII (septimum) Kalendas Novembres          |
| 27      | VI a.d. Novembribus Kalends   | ante diem VI (sextum) Kalendas Novembres             |
| 28      | V a.d. Novembribus Kalends    | ante diem V (quintum) Kalendas Novembres             |
| 29      | IV a.d. Novembribus Kalends   | ante diem IV (quartum) Kalendas Novembres            |
| 30      | III a.d. Novembribus Kalends  | ante diem III (tertium) Kalendas Novembres           |
| 31      | Pridie Novembribus Kalends    | pridie Kalendas Novembres                            |

## Source
Histoire romaine à l'usage de la jeunesse. Revue et complétée par l'Abbé Courval. Librairie Poussielgue. 1887